# ユニオン・パシフィック鉄道3985号蒸気機関車
ユニオン・パシフィック鉄道3985号蒸気機関車は、アメリカ合衆国のユニオン・パシフィック鉄道が導入したテンダー式蒸気機関車で、チャレンジャー（Challenger）形機関車の1両である。

## 概要
この機関車は、1943年7月にアメリカン・ロコモティブのスケネクタディ工場で製造された関節形単式4シリンダー機関車である。車軸配置4-6-6-4の本系列は全長37.2メートル、重量486トンを誇り、世界最大級の蒸気機関車の一つとされている。
同型車両は1936年から1946年にわたって105両が生産されたが、鉄道公園に展示されていたこの3985号機（製造番号70174）のみが動態復元された。
2019年5月にビッグボーイ4014号機が復活するまでは、動態保存されている蒸気機関車では世界最大であった。現在は2番目に大きい機関車となっている。

## 参考
- ニッセイ ワールドドキュメント「蒸気機関車が作った国　アメリカ」（1991）